# Drita
A revista Drita (Drita significa luz em albanês) é uma revista literária albanesa publicada pela Shoqëria e Artistëve të Rinj Modernë (Associação dos jovens artistas modernos da Albânia). a Drita foi a primeira revista escrita em albanês.é publicada desde 1883.